# 浅見氏
浅見氏（あさみし）は、日本の氏族。

## 清和源氏 足利氏一族桃井氏庶流 浅見氏（阿佐美氏）
清和天皇を祖とする清和源氏の大族、河内源氏の嫡流、足利氏の一族、桃井氏の子孫に浅見氏（阿佐美氏）がある。
上野国群馬郡桃井村、新井の浅見姓は、新井五苗と言われた。
もと武蔵国児玉党の一門といい、
武蔵国児玉郡浅見（埼玉県）から起こったという。
のち足利氏の一門、桃井義胤の子孫と称した。
永正8年に駿河守玄馬が新田郡阿左美（現笠懸町）から榛東村新井に移住したという。
玄馬が使用したという玄馬井戸の伝承がある。
前橋市、利根郡、渋川市にある阿左美姓も同族と思われる。
その一族で幕末に出た阿左美出羽正光金、
その子光命は宮大工として月夜野町、藤岡市などの寺院や、新井村の八幡社などを建立したばかりでなく、村開発の命を受けている（新井村根元帳）。
子孫の一郎は桃井村農協組合長から県会議員となり、県会議長も務めた。
また音吉は大正から昭和にかけて桃井村長2期、戦後、和四郎と道雄も榛東村長を務めた。